# Нимбуев, Шираб Нимбуевич
Ши́раб Нимбу́евич Нимбу́ев (бур.  Нимбуугай Шираб; 1910—1972) ― советский бурятский поэт, переводчик, Заслуженный работник культуры Бурятской АССР. Отец известного бурятского поэта Намжила Нимбуева.

## Биография
Родился 16 апреля 1910 года в улусе Маракта (на территории современного Еравнинского района Бурятии).
После учебы в школе учился на рабочем факультете. После окончания Коммунистического института, преподавал в бурятской начальной школе. Затем был редактором детской литературы Бурятского книжного издательства.
С 1940 по 1945 года на дипломатической работе в консульстве СССР в Алтан-Булаке (Монголия). С 1946 года работает корреспондентом республиканской газеты «Буряад үнэн».

### Творчество
Стоял у истоков становления бурятской поэзии. Стихи начал писать в начале 1930-х годов. Первый его поэтический сборник «Шүлэгшын дуун» (Песни поэта) выходит в свет в 1943 году.
Литературное наследие Шираба Нимбуева составляют многочисленные сборники стихов: «Баяр» (Радость), «Зол жаргал тухай дуун» (Песня о счастье), «Сэдьхэлэй сэсэг» (Сокровенное слово), «Песнь о Байкале» и др.
Стал одним из лучших детских поэтов в Бурятии. В начале 1960-х годов написал книгу «Тархайн хүбүүн Зархай» (Зархай, сын Тархая), после которого в бурятской детской поэзии появляется любимый детьми лукаво-насмешливый, добродушный герой Зархай, сын Тархая. Эта книга неоднократно издавалась на бурятском и русском языках в Улан-Удэ и Москве. В 2011 году по мотивам сказки в театре кукол «Үльгэр» состоялась премьера одноимённого спектакля.
Известен и как переводчик произведений русской и монгольской литературы на бурятский язык.